# Sheri Moon
Sheri Moon (San Jose, 26 september 1970) is de artiestennaam van Sheri Lyn Skurkis. De Amerikaanse is een danseres, fotomodel en, sinds haar partner Rob Zombie begon met regisseren, actrice. Moon trouwde op 31 oktober 2002 met Zombie en noemt zich sindsdien Sheri Moon Zombie. Het stel was op dat moment dertien jaar bij elkaar.

## Moon & Zombie

### Film
Moon verschijnt voornamelijk in de producties van haar man. Zo maakte ze als Baby Firefly haar acteerdebuut in Zombies regiedebuut House of 1000 Corpses. Twee jaar later speelde ze dezelfde rol als dochter van een familie moordenaars in het vervolg daarop, The Devil's Rejects. Zombie liet haar personage aan het einde daarvan ogenschijnlijk sterven. Hij wilde breken met wat hij als een moderne gewoonte ziet om altijd de mogelijkheid op een volgend deel open te laten. Toch kwam dat er in 2019 wel, in de vorm van 3 from Hell.
Moon speelde de moeder van Michael Myers in Zombies Halloween (2007) en Halloween II (2009), grotendeels trouwe remakes van het gelijknamige origineel (1978) en diens opvolger van John Carpenter. Deborah Myers heeft in de remakes wel een groter aandeel dan in Carpenters versies.

### Filmografie
- The Munsters (2022)
- 3 from Hell (2019)
- 31 (2016)
- The Lords of Salem (2012)
- The Haunted World of El Superbeasto (2009) - stemrol
- Halloween II (2009)
- Halloween (2007)
- Grindhouse (2007, in de neptrailer Werewolf Women of the S.S.)
- The Devil's Rejects (2005)
- Toolbox Murders (2004)
- House of 1000 Corpses (2003)
- Rob Zombie - Living Dead Girl (1999) - videoclip
- Rob Zombie - Superbeast (1999) - videoclip

### Muziek
Voor ze in films verscheen, vulde ze vier keer het scherm in videoclips van White Zombie. Toen haar eega stopte met die band, verscheen ze in elf videoclips van Zombies daaropvolgende solonummers.

## Moon in niet-Zombieproducties
Moon verschijnt niet helemaal exclusief in de producties van haar man. Zo had ze in 2003 een (kort) rolletje als slachtoffer in de horrorfilm Toolbox Murders van Tobe Hooper. Ze verscheen in 2008 in een aflevering van Californication en in 2010 in een aflevering van CSI: Miami.
Horrorfans waardeerden Moon in 2006 met de Fangoria Chainsaw Award. Een jaar later kreeg ze een Eyegore Award (beide Amerikaanse prijzen).

## Trivia
- Moon heeft haar eigen kledinglabel, Total Skull.